# 巴西銼甲鯰
巴西銼甲鯰，為輻鰭魚綱鯰形目甲鯰科的其中一種，為熱帶淡水魚，分布於南美洲巴西Grande do Sul淡水流域，體長可達14.7公分，棲息在沿岸淡水溪流及潟湖底層水域，生活習性不明。

## 扩展阅读
維基物種上的相關：巴西銼甲鯰